# Vulgichneumon takagii
Vulgichneumon takagii là một loài tò vò trong họ Ichneumonidae.